# Jan Bonefaas
Jan Bonefaas (Rotterdam, 25 juni 1926 – Gorinchem, 20 februari 2004) was een Nederlandse organist en componist.

## Biografie
Bonefaas kreeg vanaf 1942 orgelles van Feike Asma. Dat jaar werd hij ook benoemd tot organist van de Gereformeerde Kerk in Sleeuwijk. Vanuit deze plaats begon hij een concertpraktijk uit te bouwen in de regio. In 1955 werd hij benoemd tot organist van de Grote of Sint Maartenskerk te Gorinchem. Deze post bekleedde hij tot zijn dood. Naast kerkorganist was hij in Gorinchem ook actief als concertorganist. Ieder jaar werden vele orgelconcerten gegeven in heel Nederland, maar ook buiten de grenzen, zoals in Duitsland, Engeland, de Verenigde Staten van Amerika en Canada.
Bonefaas was ook actief als componist, voornamelijk van orgelwerken. In zijn vroege jaren componeerde hij voornamelijk liedbewerkingen, waarin de stijl van Asma herkenbaar was. Later schreef hij steeds meer werken in een andere stijl. In deze periode ontstonden onder meer vijf orgelsymfonieën. Voor koor schreef hij onder meer een Te Deum en een Missa Solemnis.
Op 29 april 1998 ontving Bonefaas een koninklijke onderscheiding voor zijn verdiensten als organist.

## Composities
- Fantasie over Psalm 105:1 (Muziek voor en na de Kerkdienst) (Muziekuitgeverij J.C. Willemsen, no. 216 / in no. 462)
- Fantasie en Fuga Psalm 100 (Muziek voor en na de Kerkdienst) (Muziekuitgeverij J.C. Willemsen, no.241)
- Psalm 72 (65) (Muziekuitgeverij J.C. Willemsen, no. 263)
- Fantasie: Psalm 99 (Muziekuitgeverij J.C. Willemsen, no. 328 / no. 649)
- Variaties over Gezang 291, O God van hemel, zee en aard (Muziekuitgeverij J.C. Willemsen, no. 391)
- Verzamelde orgelwerken (Muziekuitgeverij J.C. Willemsen, no. 462)
- Fantasie: Ik wil U minnen, mijne sterkte (Muziekuitgeverij J.C. Willemsen, no. 544)
- Rhapsodie, Sur trois Noëls (Muziekuitgeverij J.C. Willemsen, no. 553)
- Kerstsuite - Zes orgelwerken voor Kerst - 1. Kerstsuite Prélude, 2. pastorale De Herdertjes lagen bij Nachten 3. Canon in tempo di menuetto In Bethlehems stal 4, intermezzo (nu sijt welle komen) 5. Choral Looft God gij Christ'nen maakt Hem groot 6. Gique Komt en laat ons Christus eren (Muziekuitgeverij J.C. Willemsen, no. 563)
- 1. Sinfonia: Een vaste Burcht is onze God; 2. Canonisch voorspel: Here Jezus om Uw woord; 3. Orgelkoraal Psalm 42 (Muziekuitgeverij J.C. Willemsen, no. 562)
- Symphonie II "De Gorkumse" (Muziekuitgeverij J.C. Willemsen, no. 607)
- Fantasie over Psalm 105:1 (Muziekuitgeverij J.C. Willemsen, no. 651)
- 9 Koraalvoorspelen (Muziekuitgeverij J.C. Willemsen, no. 652)
- Fantasie over Psalm 24 (Muziekuitgeverij J.C. Willemsen, no. 681)
- Bewerkingen van Psalm 17 (2 versies) en 25 (2 versies) en Liedboek 355 'Schmücke dich, o liebe Seele' (Muziekuitgeverij J.C. Willemsen, no. 722)
- Choral 1972 (Muziekuitgeverij J.C. Willemsen, no. 746)
- Orgelkoraal Lofzang van Maria, Koraalvoorspel Gezang 218 Ik wil U minnen, mijne sterkte, Voorspel Psalm 92:1 (in Orgelkunst 19, Muziekuitgeverij J.C. Willemsen, no. 819)
- Orgelkoraal Psalm 25 (in Orgelkunst 22, Muziekuitgeverij J.C. Willemsen, no. 822)
- Orgelkoraal Lofzang van Maria (in Orgelkunst 25, Muziekuitgeverij J.C. Willemsen, no. 825)
- Voorspel voor Psalm 92:1 (in Orgelkunst 26, Muziekuitgeverij J.C. Willemsen, no. 826)
- Wees gegroet, gij eersteling der dagen (in Orgelkunst 27, Muziekuitgeverij J.C. Willemsen, no. 827)
- Psalm 31, Inleiding Psalm 68 (I), Koraalvoorspel Psalm 68 (II), Canonisch voorspel Psalm 68 (III), Trio Psalm 130 (I), Psalm 130 (II) (Muziekuitgeverij J.C. Willemsen, no. 832)
- Variaties: Ik kniel aan uwe kribbe neer (Muziekuitgeverij J.C. Willemsen no. 962)
- Feest praeludium: Psalm 111 (in Duizendste (1000) uitgave, Editie Willemsen, no. 1000)
- Psalm 130 (in Orgelklanken 9, Muziekuitgeverij J.C. Willemsen, no. 1106)
- Poème, Psalm 121 (in Orgelklanken 23, Muziekuitgeverij J.C. Willemsen, no. 1133)
- Tien korte koraalvoorspelen (Gezang 285, Psalm 6, 23, 84, 85, 102 (2x), Lofzang van Maria (2x), Dit is de dag die God Ons schenkt) (Muziekuitgeverij Cantique CANT-373)
- Symfonie 1 (Allegro Maestoso, Andante, Finale) (Muziekuitgeverij Cantique CANT-374)
- Suite Valerius "Gedenck-clanck": Praeludium - ‘Hoe groot, o Heer, en hoe vervaarlijk’; Prière - ‘Heere, keere van ons af’; Intermezzo - ‘Merck toch hoe sterck’; Cantilene - ‘O Heer die daer’; Finale - ‘Waer dat men sich al keerd of wend’ (2002)(Uitgaven Den Hertog, 2007)
- in Psalmbewerkingen en partita's voorspelen 2007 / Chiel Jan van Hofwegen, Arjan Versluis, Eric Quist, Jan Bonefaas, Jan Wisse (Jan Bonefaas: Psalm 43, Psalm 27 en Psalm 89)
- Fantasie over Psalm 97 (Muziekuitgeverij Lichtenauer)
- Chorals (I, II, III en IV) Uitgeverij Cantique, Rijssen (2016)

## Opnamen
- Jan Bonefaas improviseert op het orgel van de Grote Kerk te Gorinchem (historische opnamen) Vita Recordings 201601 (Verschenen in 2016)
- Jan Bonefaas speelt en improviseert op het orgel van de Grote Kerk in Gorinchem / Jan Bonefaas. - Cantilena MM 2082 (dubbel-CD) - 2003.
- Jan Bonefaas: De Openbaring van Jezus aan Johannes - Uitgevoerd in de Grote of St. Maartenskerk te Gorinchem - Maartenskoor o.l.v. Poula de Gier, Jan Bonefaas orgel, Joke de Vin alt, Ludwig van Gijsegem tenor - Cantilena BM 2008-2
- Jan Bonefaas: Te Deum - Uitgevoerd in de Grote of st. Maartenskerk te Gorinchem - Maartenskoor o.l.v. Poula de Gier, Diane Verdoodt sopraan, Joke de Vin alt, Ludwig van Gijsegem tenor, Jan Bonefaas hoofdorgel, Jan Mulder portatief - MiraSound MIRA 299354 (CD 2002)
- Wat God doet, dat is welgedaan, improvisaties en bewerkingen voor orgel - Jubal Juwelen 11 - André Knevel; Jan Bonefaas; Jan Zwanepol ; Bert Kruis; Harry Hamer ; Jan van Westenbrugge; Gijsbert Lekkerkerker - JUBAL CD ?
- Orgels in de Alblasserwaard en de Vijfheerenlanden Volume 1 - o.a. Jan Bonefaas, Grote Kerk Gorinchem (Psalm 23 en Praeludium en fuga Psalm 101) - JUBAL CD ZV 99223-2
- Psalmimprovisaties / Jan Bonefaas, Arjan Breukhoven, Jacques van den Dool, Jan Jongepier, Albert de Klerk, Bert Matter, Dick Sanderman, Maarten Seijbel, Piet Wiersma, Jaap Zwart jr.. - Contrapunctus Musicus VC 2464 (dubbel-CD). - 1997.
- Leg maar stil je hand in Zijn handen, Martin Zonnenberg, Jelte Veenhoven (dirigent) Jan Bonefaas (orgel), Jan Mulder (piano), Sliedrecht Christelijk Mannenkoor, Song of Praise, Christelijk Gemengd Koor - Columns 310849-10 (CD mei 1995)
- Jan Bonefaas: Missa Solemnis 'Jesus Dominus' - Muziek uit de Grote Kerk te Gorinchem - Maartenskoor o.l.v. Poula de Gier, Jan Bonefaas orgel - MARTINUS CD 9201 (opname data: 8 en 10 april 1992)
- Jan Bonefaas bespeelt het unieke Griffioen-orgel in de Plantagekerk te Zwolle - STH Records CD 197003
- Jan Bonefaas Anthologie - Werken van en gespeeld door Jan Bonefaas op het Bätz/Witte orgel in de Grote kerk te Gorinchem - JUBAL CD ZV 90126-2 (heruitgave op CD van dubbel LP JUBAL/Larigot ZV8560/61, uitgezonderd Choral I en Fantasie: 'Ik wil U beminnen, mijne sterkte!')
- Jan Bonefaas speelt improvisaties van Psalmen, Gezangen en Geestelijke liederen op het Kam & van der Meulen-orgel in de Grote of O.L.V.-Kerk te Dordrecht - Plenum CDPL 9313 (CD).
- Jan Bonefaas 50 jaar organist - Improvisaties uit Dordrecht, Amersfoort, Schijndel en Amsterdam - DE BAZUIN CD 5526 (juli 1992)
- Gouden Orgelklanken 2 - Jan Bonefaas, Teke Bijlsma, André Knevel, Klaas Jan Mulder, Wim v.d. Panne, Carel Chr. Schulz, Vincent de Vries, Jan Zwanepol en Willem Hendrik Zwart spelen geliefde geestelijke liederen - DE BAZUIN CD 5516
- Improvisaties / Jan Bonefaas. - Plenum CDPL 9100 (CD). - 1991. - Grote Kerk Gorinchem.
- Jan Bonefaas bespeelt het Bätz-orgel in de Grote Kerk te Gorinchem / Jan Bonefaas. - Larigot LAR 9010 (CD). - 1991.
- Jan Bonefaas Anthologie - Werken van en gespeeld door Jan Bonefaas op het Bätz/Witte orgel in de Grote kerk te Gorinchem - JUBAL/Larigot ZV8560/61 (dubbel LP)
- Voor de Koningin: Tien organisten spelen Vaderlandse liederen op het orgel van de Koninginnekerk te Rotterdam - Jan Bonefaas: Merck toch hoe sterck (Valerius Gedenck-clanck) - Vista VRS 1534.
- De dag, door Uwe gunst ontvangen, Verenigde Koren (de Zangverenigingen 'Cantate Deo' te Gorichem, 'Korach' te Oud Beijerland, 'Loof den Heer' te Meerkerk, het Protestants Kerkkoor te Gorichem, het Hervormd Kerkkoor te Hoornaar-Hoogblokland) o.l.v. Poula de Gier, Jan Bonefaas orgel - Cantilena AG 1767 (LP opgenomen 26 november 1976, Oude Kerk Delft)
- Looft God in Zijn heiligdom, Gemeentezang en Orgelconcert vanuit de Ned. herv. Kerk te Bergambacht / Jan Bonefaas Orgel - Canto di vangelo LP 229 (opname data 30 november 1974, Gemeentezang en 2 augustus 1975 Orgel)
- Jan Bonefaas improviseert: St. Joriskerk Amersfoort / Jan Bonefaas. - Cantilena AG 1839 (LP opname datum 15 januari 1975).
- Jan Bonefaas improviseert: Grote Kerk Dordrecht / Jan Bonefaas. - Cantilena AG 1835 (LP opname datum 4 juni 1974).
- Jan Bonefaas improviseert: Sint Servatiuskerk, Schijndel / Jan Bonefaas. - Cantilena MC 4917 (LP 1973)
- Daar is uit 's werelds duistere wolken: Geliefde Kerstliederen voor orgel bewerkt door Feike Asma en Jan Bonefaas - Jan Bonefaas bespeelt het orgel van de Grote- of St. Laurenskerk te Alkmaar. - Artone MDA S-3247 (LP).
- Jan Bonefaas speelt Geliefde Orgelwerken op het orgel van de Kathedrale Basiliek van Sint Bavo te Haarlem / Jan Bonefaas. - Artone MDA S-3246 (LP).
- Jubileumconcert, opgenomen ter gelegenheid van het 25-jarig organistenjubileum van Jan Bonefaas. Medewerkenden: Jan Bonefaas orgel, Een groot koor (Hervormd Kerkkoor Gorkum, Protestants Kerkkoor Gorkum, 'Cantante Deo' Gorkum, Hervormd Kerkkoor Arkel, Interkerkelijk Koor 'Nieuwpoort-Langerak') o.l.v. Jan van den Driest, Het NCRV-koperkwartet o.l.v. Harry Sevenstern, Frans van Tilburg orgel - Philips 855 052 XPY (LP, opgenomen 18 november 1967)
- Blijf met mij, Heer, liederen uit de bundel Joh. de Heer - Rijssens Mannenkoor o.l.v. Ber Joosen, Jan Bonefaas orgel - Artone PDA S-430 (LP)
- Jan Bonefaas speelt eigen werken, opgenomen in de Wilhelminakerk te Rotterdam (Improvisatie Gez. 87 Herv. Bundel Hernhutterse Mel. 18e eeuw, Improvisatie psalm 99 Melodie Maistre Pierre) - GKS JLTB 001 (EP)
- Orgelklanken: Scheepke onder Jezus'hoede - Neem, heer mijn beide handen / Jan Bonefaas orgel Gote Kerk Gorinchem - Philips 313 309 SF (EP)
- Orgelklanken: Fantasie over het koraal "Dankt, dankt nu allen God" / Jan Bonefaas orgel Gote Kerk Gorinchem - Philips 313 310 SF (EP)
- Orgelklanken: Bach, Jesu Joy of Man's Desiring; Händel, Largo uit "Xerxes" / Jan Bonefaas orgel Gote Kerk Gorinchem - Philips 313 311 SF (EP)

- International Standard Name Identifier: 0000 0003 8837 3196
- Nederlandse Thesaurus van Auteursnamen: 074941526
- Virtual International Authority File: 281542688
- WorldCat: E39PBJj4pbfd4Xb48jDmJDRtKd